# Lizzie Prestel
Elizabeth Hope „Lizzie“ Prestel (* 23. November 1979) ist eine US-amerikanische Schauspielerin und Filmschaffende.

## Leben
Prestel wurde am 23. November 1979 geboren. Sie wuchs in Philadelphia im US-Bundesstaat Pennsylvania auf. Sie studierte erfolgreich Englisch an der Yale University. Danach arbeitete sie mehrere Jahre als Nachhilfelehrerin und pädagogische Therapeutin im Großraum Los Angeles. 
Prestel spielte ab 2004 in mehreren Kurzfilmproduktionen mit. 2006 gab sie ihr Filmschauspieldebüt in einer Nebenrolle im Film Faith Happens. 2007 mimte sie die größere Rolle der Candy im Horrorfilm Headless Horseman – Der kopflose Reiter. Mitte der 2010er Jahre folgten mehrere Kurzfilmproduktionen, in denen sie neben Rollenbesetzungen auch Tätigkeiten im Filmstab übernahm. Von 2012 bis 2015 wirkte sie in der Fernsehserie Lizzie & Ali, a (Mostly) True Story als Schauspielerin, Drehbuchautorin und Produzentin mit. 2017 erhielt sie eine Episodenrolle in der Fernsehserie Veep – Die Vizepräsidentin und eine Nebenrolle im Blockbuster The Circle. Von 2020 bis 2021 spielte sie in acht Episoden der Miniserie Nightmares in der Rolle der Karen mit.

## Filmografie (Auswahl)

### Schauspiel
- 2004: Cellar Door (Kurzfilm)
- 2005: Peeps (Kurzfilm)
- 2006: Faith Happens
- 2007: Headless Horseman – Der kopflose Reiter (Headless Horseman)
- 2008: Brothers & Sisters (Fernsehserie, Episode 3x05)
- 2010: Google Shit (Kurzfilm)
- 2012: Sunday Is Coming (Kurzfilm)
- 2012: Black, White & Gay (Kurzfilm)
- 2012–2015: Lizzie & Ali, a (Mostly) True Story (Fernsehserie, 7 Episoden)
- 2013: Ghost Team One
- 2013: Teddy Bears
- 2013: What Should We Watch? (Kurzfilm)
- 2014: Comedy Sketch TV Time, Okay? (Fernsehserie, Episode 5x09)
- 2014: Foreplay (Kurzfilm)
- 2015: Drinks! (Kurzfilm)
- 2015: Image Doctors (Fernsehserie, Episode 1x02)
- 2016: Rachel Dratch’s Late Night Snack (Fernsehserie)
- 2016: Break (Kurzfilm)
- 2017: Veep – Die Vizepräsidentin (Veep, Fernsehserie, Episode 6x02)
- 2017: The Circle
- 2017: Misery Loves Company (Fernsehserie, Episode 1x03)
- 2019: The Affair (Fernsehserie, Episode 5x10)
- 2020: The Shower (Kurzfilm)
- 2020–2021: Nightmares (Miniserie, 8 Episoden)

### Filmschaffende
- 2012: Black, White & Gay (Kurzfilm; Drehbuch)
- 2015: Drinks! (Kurzfilm; Drehbuch, Produktion)
- 2012–2015: Lizzie & Ali, a (Mostly) True Story (Fernsehserie, 8 Episoden; Drehbuch, Produktion)
- 2015: Image Doctors (Fernsehserie; Drehbuch, Produktion)
- 2016: Da Parish (Kurzfilm; Regie, Produktion)
- 2022: Küken im Einsatz (The Chicken Squad, Animationsserie, Episode 1x29; Drehbuch)
- 2022–2024: Spirit Rangers (Animationsserie, 2 Episoden; Drehbuch)
- 2023: Ridley Jones (Animationsserie, Episode 5x03; Drehbuch)